# Kungsbergets skidanläggning
Kungsbergets skidanläggning är en vintersportanläggning i Gästrikland, belägen cirka 25 km nordväst om Sandviken. I Kungsberget finns 25 nedfarter och 14 liftar varav två är fasta stolliftar och en är kopplingsbar åttastolslift. Anläggningen har gjort sig känd för sin satsning på barnfamiljer, samt sin närhet till Stockholm och Mälardalen.

## Beskrivning
Kungsberget attraherar i allmänhet dagsgäster men det finns även ett stort utbud av gästboenden och en liftnära campingplats. Totalt finns cirka 3 000 bäddplatser med skidavstånd från backen. Vid skidanläggningen finns också en rad andra bekvämligheter som; skiduthyrning, restauranger och skidshop med minilivs. 
I Kungsberget finns också en Snow Park, Fun Park, Nintendo Land och barnområde.

### Kungsberget service och mat
- Fröken Filipssons
- Lodgebaren
- Karins burgeria
- Sofias pizzeria
- Sportshop med minilivs
- Skiduthyrning

## Historik
Den första liften uppför berget byggdes 1954, men entusiaster ska ha åkt skidor nedför Kungsberget långt innan dess. Kungsberget samägdes under lång tid av Gävle och Sandvikens kommun för att sedan ägas helt av Sandvikens kommun. 2004 förvärvade Branäskoncernen anläggningen. I Branäskoncernen ingår även anläggningarna Branäs fritidscenter, Vallåsen skidanläggning och Storstenshöjden.

### Utveckling
Den 10 oktober 2008 lanserades en framtidplan innehållande en storsatsning på att bygga liftnära boende till skidanläggningen. Satsningen som är på fem år innehåller även utbyggnad av restaurang, liftar och nedfarter. Målet är att "förvandla Kungsberget från skidanläggning till skidort". Satsningen är ett samarbete mellan Kungsbergsbolaget, Sandvikens kommun och lokala markägare. Bedömningen är att det inom fem år kommer att finnas ca 2 500 liftnära bäddar.
 Säsongen 2007/2008 hamnade Kungsberget på elfte plats i listan över Sveriges största skidområden.
Från 2011-2014 har Kungsberget legat på tionde plats i Sverige sett till omsättning av skipass. 
Inför säsongen 2016/2017 investerades det 180 miljoner kronor i kungsberget, bland annat byggdes det en kopplingsbar åttastolslift som ersatte de tre släpliftarna Kungsliftarna. På södra sidan av berget byggdes det ett nytt skidområde med fyra pister dit två av Kungsliftarna flyttades.
Sommarsäsongen 2021 investerade kungsberget stort i sommaraktiviteter. Ett flertal cyklingsleder byggdes och Kungs8:an liften förbereddes för öppning den 1 Juli 2021.
Inför säsongen 2022-2023 har det satsats på en ny blå backe och lift samt nytt boende bl.a. Kungsberget Panorama

## Området
Toppen på Kungsberget är 309 m ö.h. och backarna ligger i nordlig riktning. Längst österut finns 3-stolsliften som går parallellt med mittbacken och familjebacken, och längst västerut finns ankarliftarna Västliftarna och 2-stolsliften. Väster om restaurangen ligger ett barnområde och ett skidskoleområde. Öster om restaurangbyggnaden ligger Kungs:8an som har högst kapacitet av Kungsbergets liftar.

## Galleri

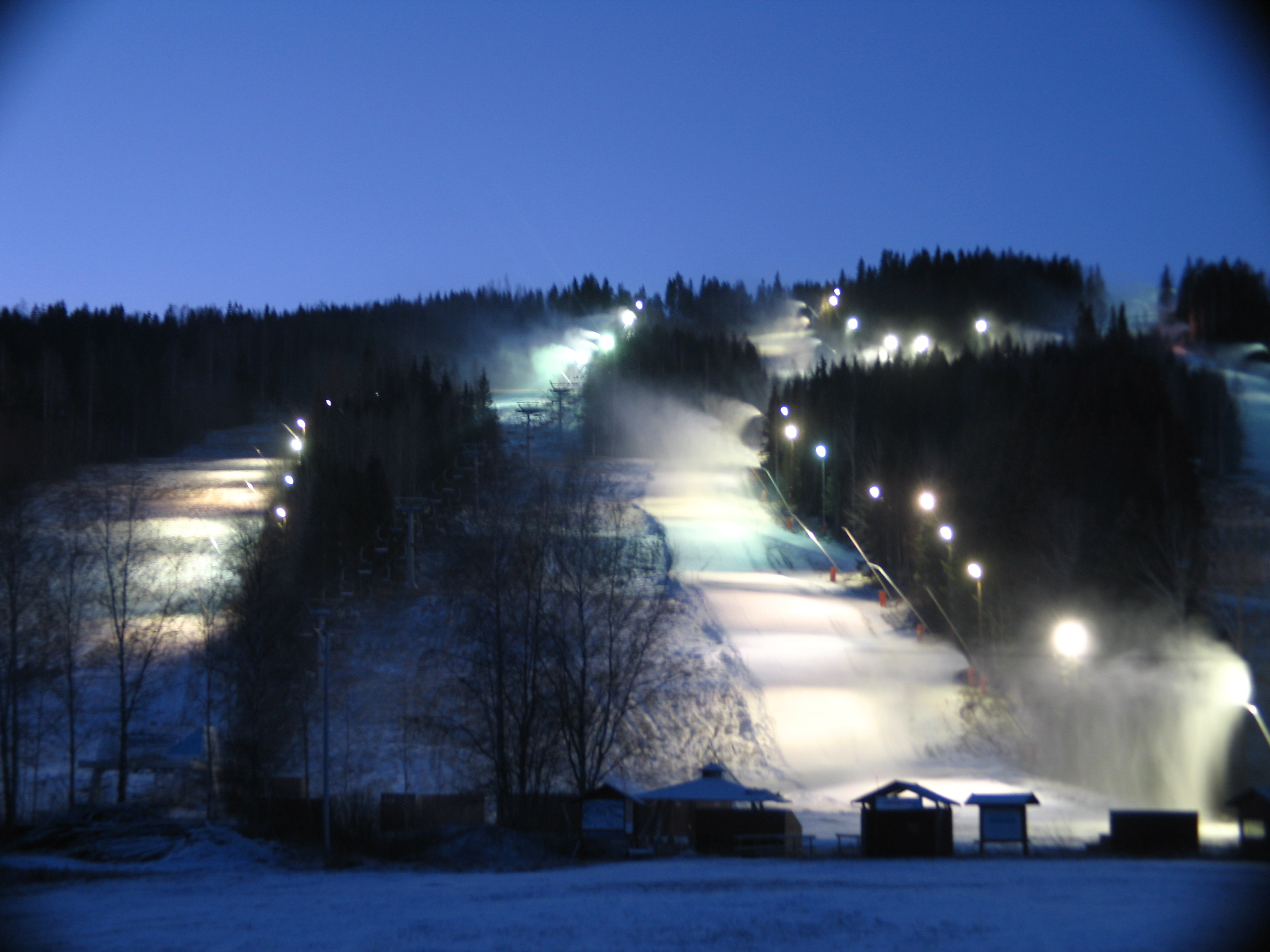
Snöläggning i Kungsberget.
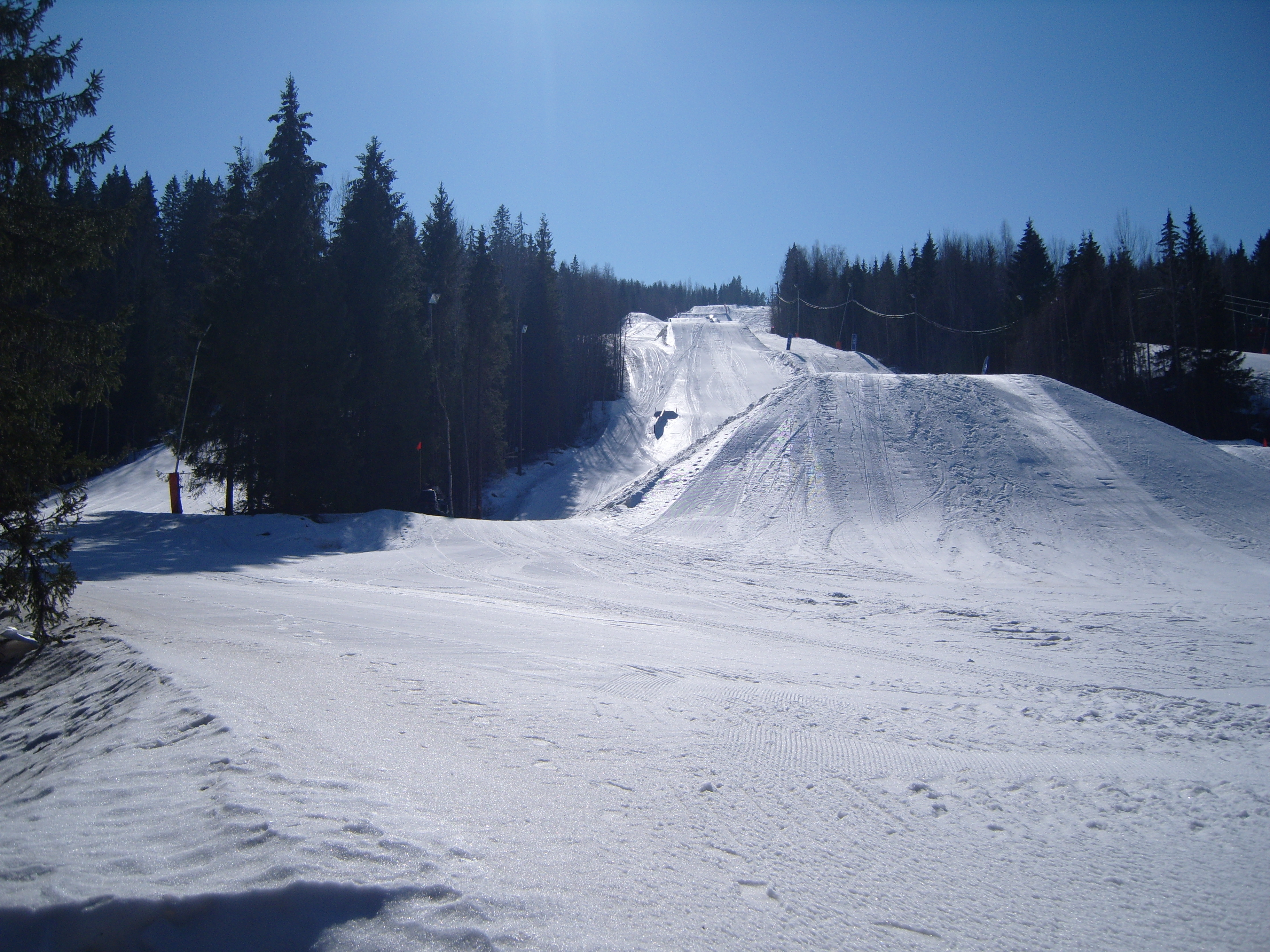
Stor landning på ett hopp.
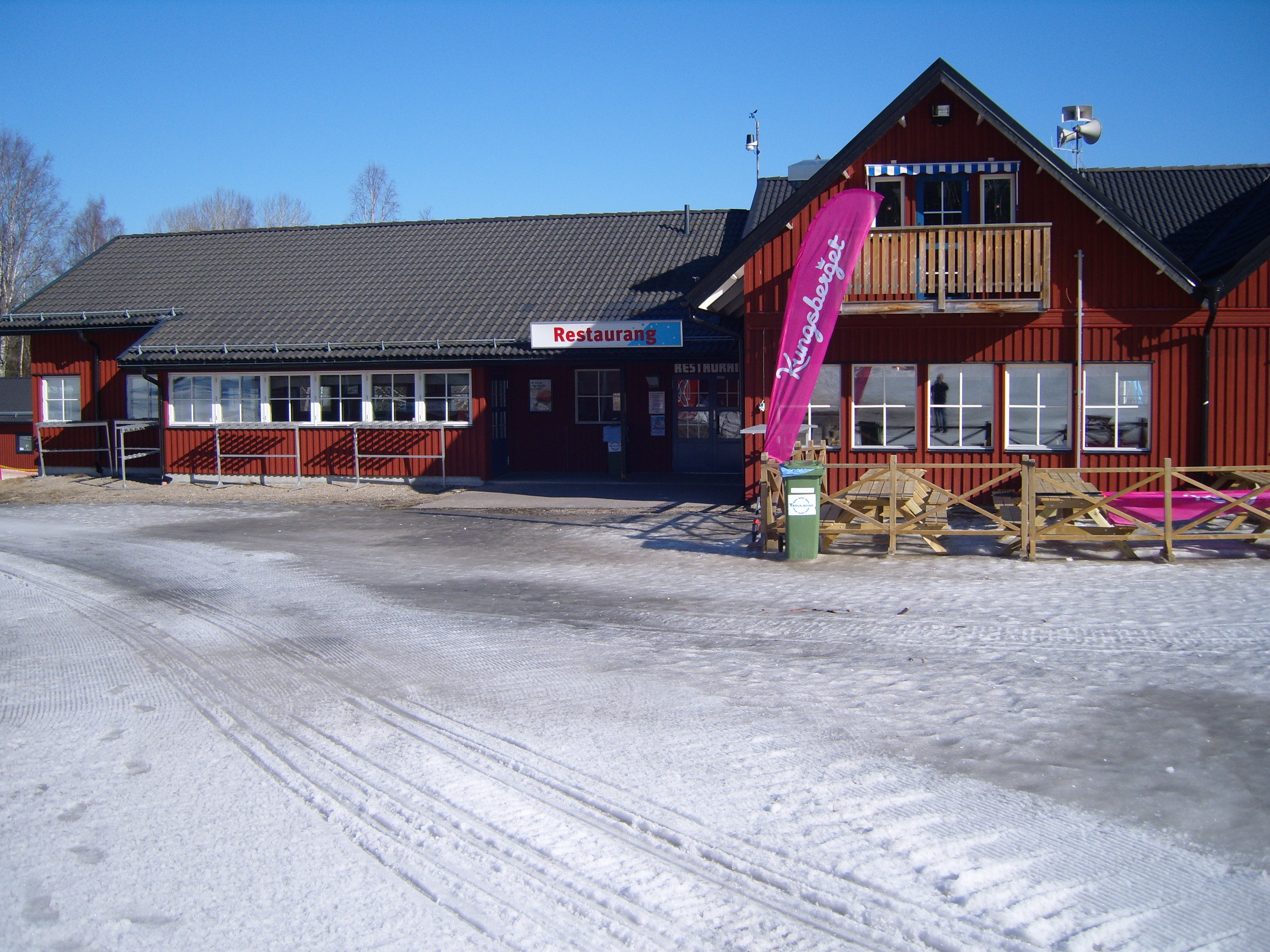
Centrumhuset.
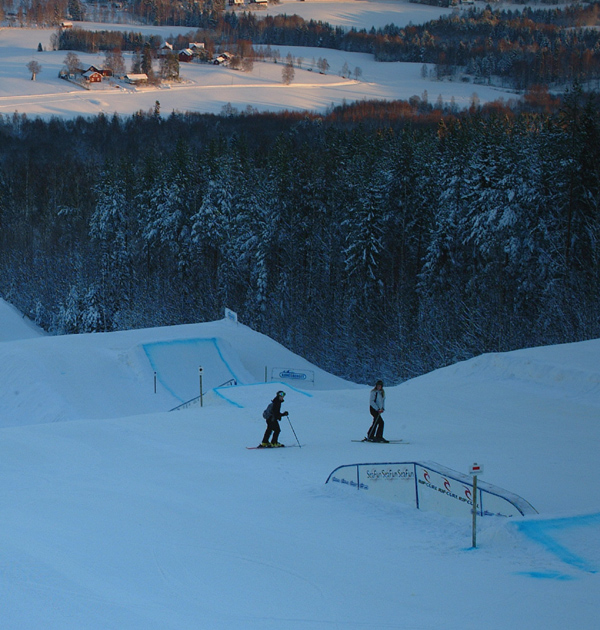
Parken.